# Calospila satyroides
Calospila satyroides is een vlindersoort uit de familie van de prachtvlinders (Riodinidae), onderfamilie Riodininae.
Calospila satyroides werd in 1932 beschreven door Lathy.